# Dragan Rumenčić
Dragan Rumenčić (Zemun, 1935.), srpski arhitekt, novinar, enigmatičar, karikaturist i slikar.

## Životopis
Rođen je u obitelji u Zemunu. Urednik karikature u redakciji Ježa (otac Aleksandar, nadstrojar, majka Katica, r. Verić, domaćica). Maturirao u zemunskoj gimnaziji (1953.). Završio Arhitektonski fakultet u Beogradu u klasi prof. M. Bajlona (1963.). Objavljuje ilustracije, rebuse, križaljke i karikature te izlaže slike. Objavio je knjigu karikatura Između tišine i smeha.